# 奧克什泰蒂亞國家公園

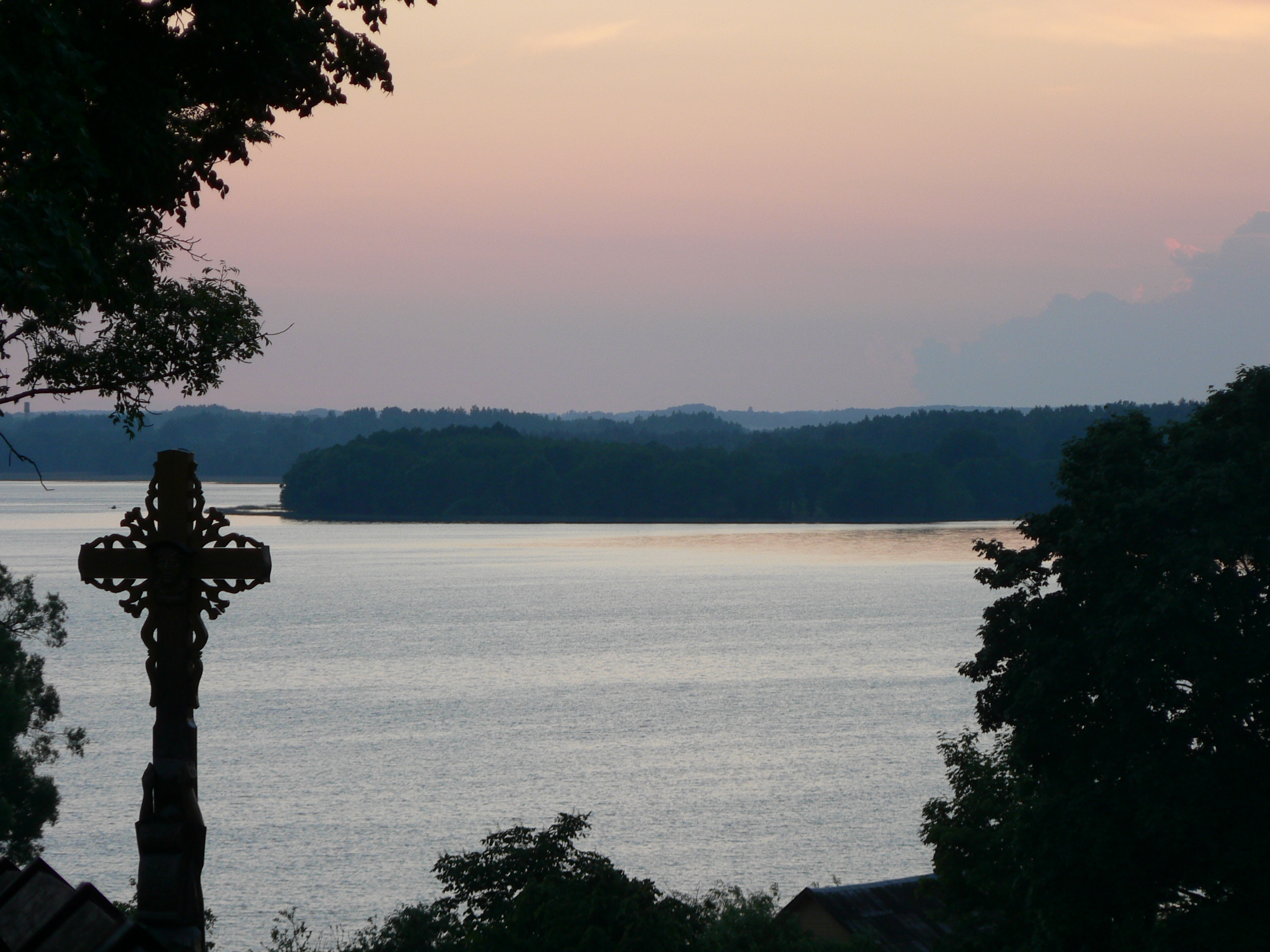

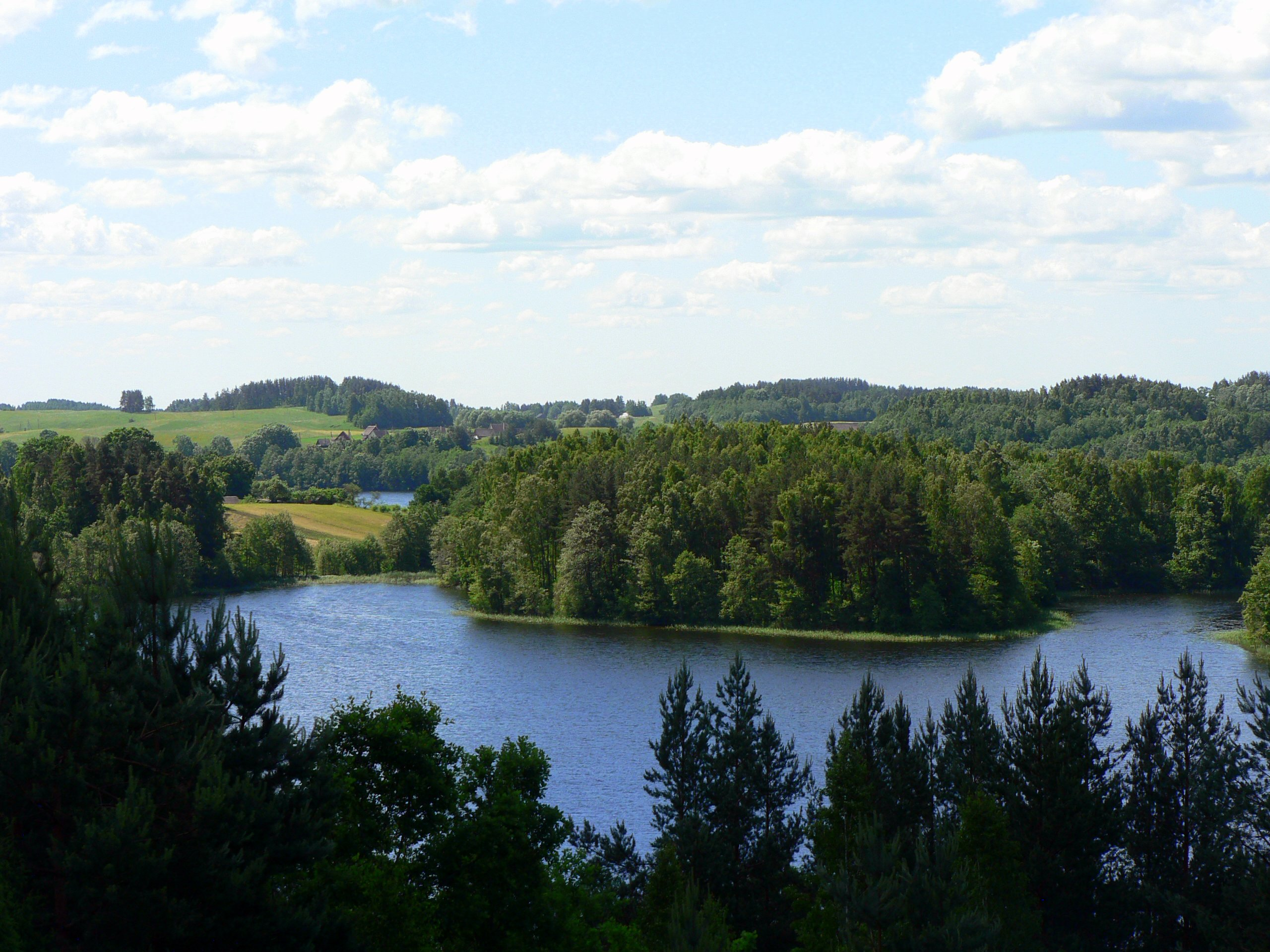

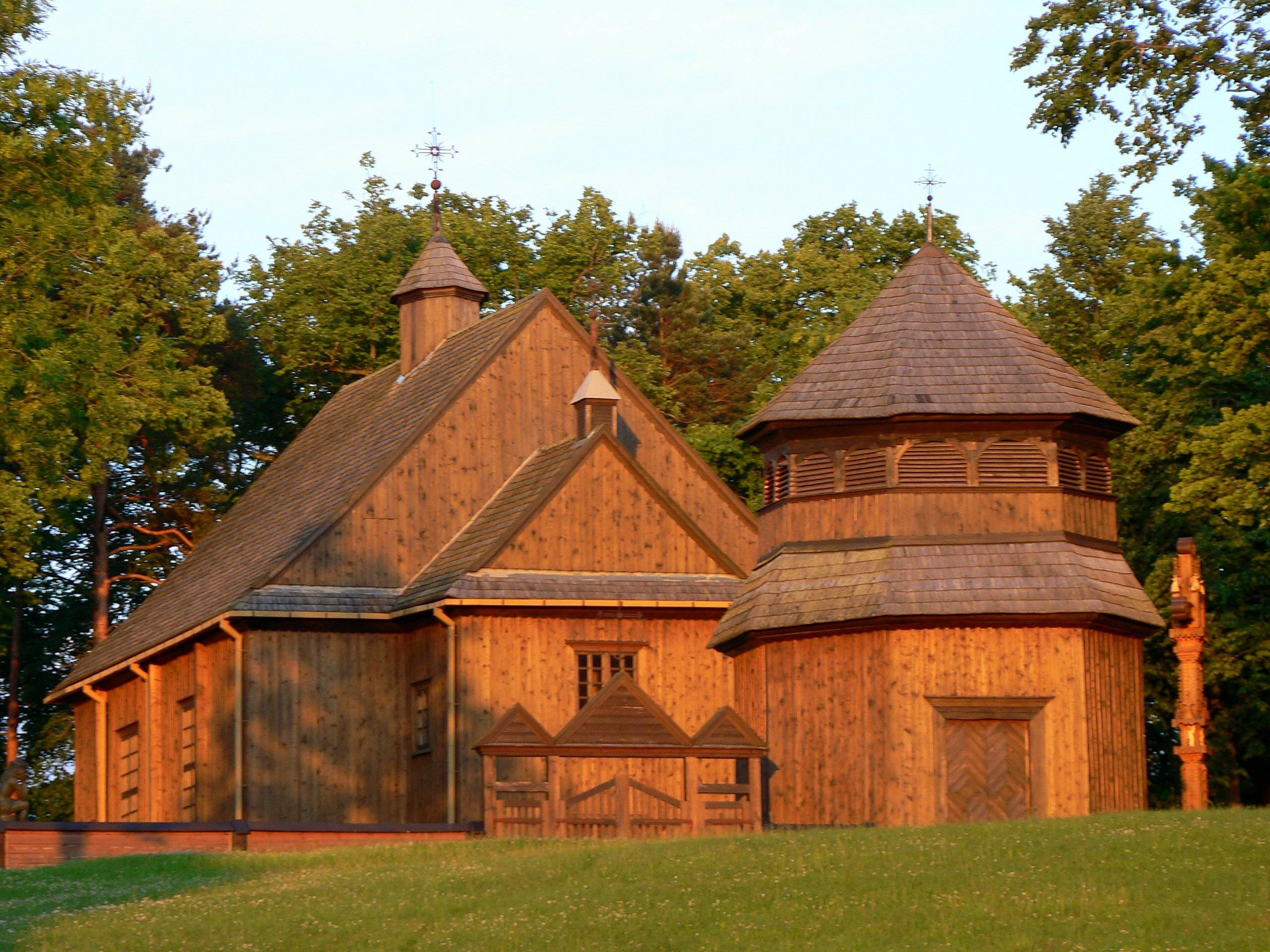

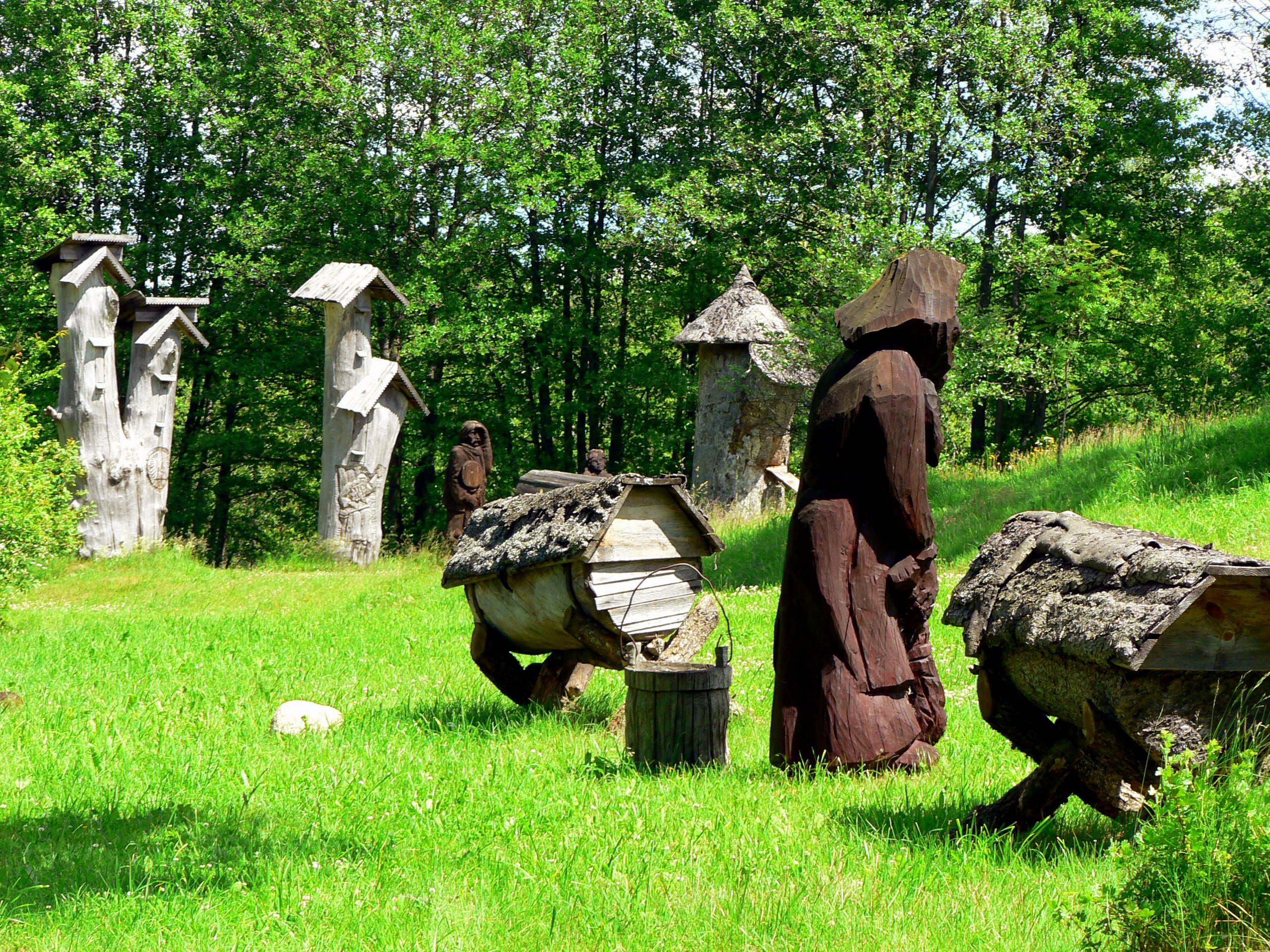

55°20′38″N 26°03′25″E / 55.344°N 26.057°E
奧克什泰蒂亞國家公園是立陶宛的國家公園，位於該國東北部，處於首都維爾紐斯以北約100公里，始建於1974年，面積405平方公里，其中15%面積是湖泊。

## 外部連結
- Tourism.lt（页面存档备份，存于）
- Official website
- Travel to Lithuania（页面存档备份，存于）